# Crisi finale
Crisi finale (Final Crisis) è una miniserie a fumetti di sette numeri pubblicata nel 2008 negli Stati Uniti d'America dalla DC Comics, scritta da Grant Morrison e disegnata da J. G. Jones, Carlos Pacheco, Marco Rudy e Doug Mahnke. Segue direttamente DC Universe n. 0 dopo la conclusione della serie settimanale di 51 numeri Countdown to Final Crisis. Alla promozione, il fumetto fu presentato come la storia de "il giorno in cui vince il male". La serie vede protagonista il criminale tiranno Darkseid nel suo tentativo di rovesciare la realtà, e le conseguenti morti e corruzioni di vari personaggi della DC e dei loro universi. La miniserie è l'evento portante del crossover omonimo, che coinvolse sostanzialmente tutte le serie della DC nel 2008.

## Storia editoriale
La miniserie venne ideata da verse Grant Morrison sviluppando alcune idee avuto quando tornò alla DC Comics nel 2003. Egli dichiarò che «Ho lanciato un grande crossover, Hypercrisis, che però non ebbe successo per vari motivi: alcuni di queste idee sono poi confluite in Seven Soldiers, in All-Star Superman e in 52 e altri Crisi finale». Quest'ultima iniziò nel 2006 con l'intento di essere un sequel di Seven Soldiers e 52, due progetti che videro, all'epoca, il coinvolgimento di Morrison.
Riferendosi a Crisi infinita come alla "Crisi di mezzo" diede ai lettori l'impressione che ci sarebbe stato almeno un seguito in più all'originale Crisi sulle Terre infinite. Un poster del 2007 confermò quest'ipotesi con la frase: «Gli eroi muoiono. Le leggende vivono per sempre».
Crisi finale fu preceduto da Countdown, una serie settimanale lunga un anno che era il seguito di 52. Arrivati a metà, la serie fu rinominata Countdown to Final Crisis. Tuttavia, il lavoro illustrativo ebbe alcuni ritardi, e Morrison non ebbe intenzione di farla continuare sulle pagine di Crisi finale come la DC Comics aveva sperato. Per rispettare i termini di scadenza, Countdown lo avvolse con il numero 1 ed il suo numero finale pianificato (n. 0) fu pubblicato come uno speciale a basso costo autoconclusivo intitolato DC Universe n. 0. Oltre a sperare di avere i numeri successivi sotto i nomi di Batman R.I.P. e La notte più profonda, il numero fu narrato da Barry Allen e vide protagonista Libra nella guida di un gruppo di supercriminali nella preghiera per il "dio del male", Darkseid. Il risultato fu, come descritto da Morrison, che "lo stiamo guardando fallire nel presente, nel passato dei Sette Soldati dove finalmente arrivò a riposare nel corpo del "Boss Dark Side", il gangster di quella storia".
Per aiutare i lettori ad identificarsi ai pertinenti eventi di Crisi finale e altri eventi maggiori dell'Universo DC dei mesi successivi, un "avvistamento" di uno striscione della copertina comparve in vari fumetti della DC come "segnali, marcamenti di eventi importanti attraverso l'Universo DC". Le prime di queste intestazioni comparvero rispettivamente in Justice League of America (vol. 2) n. 21 e in Action Comics n. 866.
L'intento originale era quello di fare sì che Jones illustrasse tutta la serie. A causa dei ritardi, tuttavia, Carlos Pacheco disegnò i numeri da 4 a 6 con Jones, ed il n. 7 fu interamente illustrato da Doug Mahnke. Jones disse che "Ogni problema per il completamento della serie sono miei. Mi piace l'arte di Doug Mahnke, e sarebbe stato probabilmente la scelta iniziale migliore per l'illustrazione della serie".
In aggiunta al nucleo della serie limitata la storia più larga includeva il completamento della storia anche in fumetti esterni, compresi dei numeri auto conclusivi ed una serie limitata. Gli auto conclusivi sono Requiem, Resist, Secret Files e Sottomissione. Anche Rage of the Red Lanterns è l'inizio di una storia dello stesso nome, che riprende gli eventi di "Green Lantern: Secret Origin" e la continuazione in Green Lantern n. da 36 a 38. Cominciò come un'auto conclusivo perché, secondo Geoff Johns, "gli eventi in Crisi finale motivarono i Guardiani dell'Universo nel procedere ulteriormente con il loro tentativo di contenimento della luce". La serie limitata comprende Superman Beyond, Legion of 3 Worlds, Rivelazioni, e La Rivincita dei Nemici.
Grant Morrison fece numerose affermazioni a proposito dei contenuti tematici e narrativi di Crisi finale. Nella primavera del 2008 Morrison spiegò la sua concezione della serie: «Volevo creare il più grande crossover che fosse mai stato creato... ottenne buoni risultati ovunque, da Flash dei due mondi al primo Crisi sulla Terra-1, Terra-2, tutta questa roba. Quindi ci sono pochi elementi di tutto, ma...tutto ciò che faccio adesso parla di persone che muoiono, o dell'Apocalisse, quindi è una specie di dark, e la "crisi finale" spinge tutte queste cose il più avanti possibile. Riprende anche molte mode dei fumetti del momento e li spinge al massimo, vogliamo veramente che sia così?»
La comparsa di Metron in Crisi finale n. 1 tocca dei temi sollevati da Morrison nella meta-serie Sette Soldati, con le origini di Aurakles, da cui prese l'ispirazione per «l'idea che i Nuovi Dei potessero alterare la storia umana per i propri scopi». Questo lo portò ad un'idea che Morrison mise nella serie JLA «che la Terra era destinata a divenire la culla di una nuova razza delle super-divinità del Quinto Mondo». Morrison commentò la morte del Nuovo Dio Orion dicendo «Sapendo quanto cosmico ed epico stava diventando, volevo che la storia iniziasse da un livello terra-terra, con la scoperta del corpo del nuovo dio nell'immondizia". Affermò anche, in relazione alla morte di Martian Manhunter, che «voleva aprire Crisi finale con un orribile stile di esecuzione per i supereroi nel modo in cui si è dimostrato come fu la Silver Age». Morrison annotò che l'utilizzo di una pistola da parte di Batman in Crisi finale n. 6 è simbolico come «le radici del mito di Batman sono proprio la pistola ed i proiettili che lo crearono. Così, lo stesso Batman completò quel grande mitico ciclo, e adesso Batman si sarebbe trovato di fronte alla vera impersonificazione del male e ora aveva una pistola e un proiettile. A me sembrava che funzionasse.».

## Trama

### Prologo
Crisi finale si apre con una serie di scene che raffigurano degli eventi nell'universo DC. Eventi futuri o contemporanei (facenti riferimento a saghe come La notte più profonda, Batman R.I.P. e altre ancora) vengono visti da un osservatore misterioso che si descrive come assimilato all'intero universo e che viene raffigurato come un corpo misterioso che precipita in fiamme nell'infinito del cosmo. Egli parla di una guerra svoltasi tra i Nuovi Dei e le divinità di Apokolips, una guerra di cui nessuno sa nulla che ha visto il male prevalere. Nello stesso tempo, sulla terra, un misterioso e nuovo criminale chiamato Libra ha chiamato a raccolta l'élite del supercrimine mondiale (Lex Luthor, Vandal Savage, Dottor Sivana, Gorilla Grodd e Talia al Ghul) così come criminali di serie B come il Dottor Light, Calculator, Mirror Master e la Fiamma Umana. Libra è una figura misteriosa per tutti e si pone come una specie di profeta del crimine. Spiega come gli eroi della terra continuino a trionfare perché è la fede a muoverli, la fede nei valori di cui si fanno portatori. Libra è lì per proporre un vero e proprio credo ai supercriminali della terra, il credo degli dei oscuri, il credo del male e della violenza, tutto come illustrato nel sacro libro che porta sempre con sé: la Bibbia del Crimine. I criminali più potenti restano scettici, ma quelli più deboli vedono in libra la speranza di un riscatto. Libra chiede che i criminali aderiscano al suo credo e lui in cambio realizzerà i loro sogni più proibiti. Questo è l'inizio della crisi finale, la crisi che concluderà l'odissea del multiverso. Il misterioso osservatore è testimone dell'inizio di questo apocalittico evento mentre i cieli iniziano a tingersi di rosso. L'identità di questa figura misteriosa finalmente si rivela: è Barry Allen, il Flash che era apparentemente morto anni addietro durante la prima crisi, dissolvendosi nella Forza della velocità.

### Crisi finale
Metron dei Nuovi Dei viene mostrato all'alba della civilizzazione mentre dona ad Anthro il segreto del fuoco, dicendo «Qui vi è la conoscenza», sancendo così l'inizio del progresso umano, ma anche l'inizio delle guerre e del desiderio delle armi. Nel presente, il detective Dan Turpin sta indagando sulla recente scomparsa di sette bambini, ma durante le sue ricerche si imbatte in qualcosa di incredibile. Rovesciato nell'immondizia trova Orion, il dio soldato di Nuova Genesi morto. I Guardiani dell'Universo informano così il Corpo delle Lanterne Verdi che un dio è stato assassinato. La comunità super umana presto si ritrova coinvolta e tutti si impegnano nelle indagini. Turpin chiede l'aiuto della nuova incarnazione del supereroe Question (alias Renee Montoya), la quale lo indirizza in un misterioso locale chiamato Dark Side dove sembra che la pista dei bambini scomparsi conduca. Qui Turpin incontra l'inquietante proprietario del locale. C'è qualcosa di strano in lui, la sua pelle sembra si stia deteriorando ed i suoi occhi sono rossi come l'inferno. Diviene presto chiaro che in quel corpo umano dimora lo spirito dell'onnipotente Darkseid. Un dio malvagio ed immortale in un guscio che si sta sfaldando. Lì Turpin trova anche i bambini, ma ora non sono più umani. Hanno ascoltato Equazione dell'Anti-vita, la formula matematica che solo gli dei potevano trovare dell'inutilità dell'esistenza. Ora quei bambini sono un tutt'uno con la mente di Darkseid. Nel frattempo, Libra comincia a reclutare un'armata di super criminali. Per dimostrare la potenza del suo credo decide di uccidere davanti a tutti i suoi fedeli un supereroe della JLA. Così fa catturare Martian Manhunter e lo trafigge con un'asta incendiata per dimostrare il suo potere. Mentre tutto questo sta accadendo, nella dimensione al di fuori dell'universo, si trova la dimora dei Monitor e del planetario dei mondi, il contenitore extradimensionale che contiene il multiverso. Qui il Monitor Nix Uotan sta venendo giudicato e condannato per non essere riuscito a proteggere l'universo di Terra 51 dalla distruzione. la pena è quella di essere trasformato in un mortale. mentre la sua amata Weeja Dell piange il suo esilio, l'artefice di questa congiura, il Monitor Ogama si prepara a mettere in atto i suoi oscuri piani. Questo si risveglia sulla Terra come un normale adolescente afroamericano, ma pur vivendo la sua normale vita quotidiana, continuerà a sentire che qualcosa nella sua esistenza non va.
Per una giornata, la comunità supereroistica terrestre si riunisce su Marte per celebrare il commosso funerale di Martian Manhunter. Sulla terra, in Giappone, un vecchio supereroe del passato, Sonny Sumo, viene contattato da Shilo Norman, alias Mister Miracle (colui che ha vestito il costume dell'originale Mister Miracle, alias Scott Free, appartenente ai Nuovi Dei). Questi è recentemente tornato dalla morte (come visto nella saga Sette Soldati della Vittoria sempre di Grant Morrison) ed è venuto a conoscenza della guerra che ha spazzato via gli dei e del complotto che Darkseid sta ordendo. Con sé ha l'ultima scatola madre degli dei e vuole l'aiuto di Sonny Sumo per iniziare ad organizzare la resistenza. Investigando nell'area dove è stato ucciso Orion, la Lanterna Verde John Stewart rinviene nel terreno un proiettile contenente il Radion, l'unico elemento che può avvelenare i Nuovi Dei, ma esso sembra trovarsi lì da secoli e secoli. Questa scoperta conferma un'incredibile teoria di Batman: Orion è stato ucciso da un proiettile che ha viaggiato attraverso il tempo. Quella stessa notte John Stewart viene attaccato e quasi ucciso da uno sconosciuto con al dito un anello del potere. Immediatamente le Lanterne Alpha, mandate dai Guardiani dell'Universo, arrestano Hal Jordan, accusandolo del tentato omicidio. Batman affronta una di esse trovando inaccettabile l'accusa e fa una scoperta terribile: la Lanterna Alpha (come probabilmente molti altri esseri attualmente sulla terra) è posseduta da un dio di Apokolips: Nonnina Cara. Questa attacca Batman tramortendolo e lo rapisce. Dan Turpin, continua ad investigare sui bambini scomparsi. Sembra non ricordare nulla degli eventi della notte precedente. Non si sente bene, la sua mente è confusa ed i suoi comportamenti sono sempre più violenti. Va a Blüdhaven per seguire una pista. Qui viene portato da un misterioso predicatore in un laboratorio sotto le rovine della città (il Commando D), dove terribili esperimenti vengono fatti sugli umani. Turpin vede Batman, catturato e bloccato in una strana capsula, ma non riesce ad intervenire. Il suo corpo è come schiavo di una volontà esterna. Il predicatore e gli uomini del laboratorio sono tutti dei di Apokolips reincarnati ed hanno piani molto chiari per Turpin: quella notte al locale Dark Side, Darkseid ha abbandonato il suo precedente corpo ospite ed ora sta lentamente entrando nel suo. Nel frattempo a Metropolis, Libra scaglia il suo attacco più feroce per aumentare il suo prestigio presso i supercriminali. Fa saltare in aria il grattacielo del Daily Planet. Superman non riesce a fermare l'evento e Lois Lane finisce in fin di vita, schiacciata dalle macerie. Intanto i Flash (Jay Garrick e Wally West) scoprono che Darkseid ha sparato il suo proiettile attraverso il tempo usando come portale la Sedia di Moebius (il trono dimensionale che permetteva al dio Metron di spostarsi nel tempo e nelle dimensioni). Ma mentre sono lì ad analizzare l'oggetto questo esplode in un lampo di luce. Sotto il loro sguardo attonito si manifesta proprio Barry Allen, in tenuta da Flash, che insegue il proiettile che ucciderà Orion inseguito a sua volta dal Nero Corridore, il dio della morte.
Renee Montoya, nei panni di Question, indaga sul Dark Side e qui vi trova il corpo mummificato del precedente corpo ospite di Darkseid. mentre continua le sue ricerche, qualcosa piove dal cielo. È Supergirl, ma non la Supergirl che tutti conoscono, una da una terra parallela; come ha fatto a finire sulla loro Terra? C'è solo una possibile spiegazione: la struttura del multiverso sta cedendo. Libra sta ottenendo sempre più potere e seguaci ed anche i supercriminali che gli si ribellano, come Lex Luthor, vengono rapidamente fatti prigionieri. Ovunque dilaga la violenza, ma i supereroi iniziano a scarseggiare, Batman è sparito, Lanterna Verde è stato arrestato e Superman non si allontana mai dal capezzale della sua amata Lois Lane. L'unica cosa che evita al suo cuore di smettere di battere è proprio la vista calorifica di Superman. All'improvviso, nell'ospedale, appare uno dei Monitor; è una donna e dice a Superman che l'unico modo che ha di salvare la sua amata è seguirla in un viaggio incredibile. Qui Superman esce misteriosamente e temporaneamente dalla storia. La scarsità di supereroi costringe i pochi rimasti ad attivarsi per un reclutamento di massa di tutti gli eroi disponibili per fronteggiare le incombenti ed ancora oscure minacce. Ma le sfortune non sono finite. A Bludhaven, Mary Marvel, del cui corpo si è impossessato Desaad, infetta Wonder Woman con il morticoccus, il "batterio divino" progettato per togliere agli eroi della Terra i loro poteri e veicolo della volontà di Darkseid; questo morbo renderà Wonder Woman schiava della volontà del dio oscuro. In quell'istante, gli dei di Apokolips sferrano il loro colpo finale. Attraverso ogni mezzo di comunicazione, radio, televisione, cellulari, gps, internet ecc., viene diffusa l'Equazione dell'Anti-vita. In un istante, tre quarti del pianeta perde la propria volontà individuale, diventando un tutt'uno con Darkseid. I Flash rincorrono il proiettile sparato da Darkseid attraverso il tempo, ma non fanno in tempo. Il proiettile uccide comunque Orion ed il Nero Corridore si prende la sua anima. Barry Allen è spiazzato: se non è stato per salvare Orion, perché allora la Forza della velocità lo ha restituito alla vita? Come frutto dello spostamento temporale, i Flash finiscono due settimane nel futuro. Qui trovano un mondo completamente assoggettato a Darkseid, un mondo dove pochissimi uomini ed eroi sono scampati alla sua equazione, un mondo dove Wonder Woman è il soldato di Darkseid e guida le sue furie (Catwoman, Batwoman ed Gigantrix) e dove i metaumani sono stati convertiti nell'esercito personale del dio malvagio: i giustificatori, che scovano i supereroi per ucciderli o convertirli e che distruggono qualsiasi residuo di cultura e vitalità del pianeta.
I giorni passano e gli adepti di Darkseid sono ovunque. Le città cadono e monumenti al male vengono eretti in ogni dove. Solo tre roccaforti di resistenza continuano ad ergersi contro il dominio di Apokolips: la Fortezza della solitudine, dove sono nascosti alcuni supereroi, migliaia di civili, la redazione clandestina del Daily Planet (ultimo mezzo di comunicazione a diffondere notizie dopo la diffusione dell'Equazione Anti-Vita), il quartier generale della JLA, costantemente cinto d'assedio dai giustificatori che vogliono espugnarlo e convertire gli ultimi supereroi rimasti ed infine il quartier generale di Checkmate ora rifugio anche della JSA. Molti sono i supereroi itineranti che viaggiano nel mondo esterno a loro rischio e pericolo alla ricerca di provviste e rifornimenti. Uno di loro Fulmine Nero, trova e salva la famiglia di un noto supercriminale: L'Uomo Tatuato un metaumano in grado di far prendere vita a qualsiasi disegno applicato sulla sua pelle. La collaborazione tra i due non manca di scontri ed incomprensioni, ma di fronte all'obiettivo comune di sfuggire ai giustificatori l'alleanza è l'unica opzione. Ma i posseduti da Darksedi sono troppi e Fulmine Nero è costretto a sacrificarsi per permettere la fuga della propria famiglia e di quella del criminale. Prima di lanciarsi contro l'orda nemica, l'eroe mostra all'Uomo tauato il disegno di un circuito (le particolari effigi che contornano i corpi dei Nuovi Dei) dicendogli di memorizzarlo perché è l'unica cosa che salverà l'umanità da Darkseid. L'Uomo Tatuato riproduce quel circuito sul proprio corpo ed il potere del suo metagene unito a quello dell'effigie divina causano in lui una metamorfosi: la sua pelle diventa identica a quella del dio Metron. Così L'Uomo Tatuato, con nuovi e misteriosi poteri, si dirige verso il quartier generale della JLA per dare aiuto, mentre Fulmine Nero funge da diversivo, finendo catturato ed in breve convertito in un giustificatore al servizio di Darkseid.
Il quartier generale della JLA è sotto un continuo assedio. Al suo interno supereroi come Freccia Verde, Black Canary, Oracolo e Raggio cercano di risollvarsi dalle continue brutte notizie. Il giorno prima un manipolo di supereroi si è diretto a Blüdhaven per combattere le forze di Darkseid ed espugnare il Comando D (il laboratorio segreto dove gli dei oscuri si stanno reincarnando sempre più numerosi e dove è rinchiuso Batman), ma sono stati trucidati. All'improvviso le barriere che proteggono il quartier generale cedono. Fulmine Nero, divenuto ora un giustificatore, ha usato i suoi poteri per creare una breccia. Tutti sono costrettia scappare e l'unico posto in cui rifugiarsi è il vecchio satellite di guardia della JLA, dove saranno però isolati, lontani dalla Terra, inutili. Tutti si dirigono al teletrasporto e scappano, ma Freccia Verde viene catturato e reso un giustificatore. Nel frattempo, a Bludhaven, si svela quale era il piano degli dei malvagi per Dan Turpin. Sarà il nuovo corpo ospite per Darkseid. Quando giorni prima lo aveva incontrato al Dark Side Club, lo spirito del dio aveva iniziato ad entrare in lui, ecco il perché della violenza, del malessere e dei vuoti di memoria. Turpin fa del suo meglio per resistere mentre vede il suo corpo deformarsi nelle fisionomie rocciose del dio del male, ma ogni suo sforzo non fa altro che nutrire lo spirito del dio oscuro. Barry Allen e Wally West intanto riescono a fuggire dalle furie di Apokolips guidate da Wonder Woman e a raggiungere Coast City. Qui Barry si riunisce con sua moglie, Iris West, e riesce a baciarla liberandola dall'Equazione Anti-Vita. Purtroppo anche Checkmate sta cadendo. Il suo leader, Mister Terrific, tenta un disperato piano: riattiva tutte le nanomacchine latenti negli organismi infettati dal supersatellite Brother Eye durante Crisi infinita, ridando vita a migliaia di soldati cibernetici OMAC in tutto il mondo, ma nell'attuazione di questa controffensiva, la sua ragazza Sasha Bordeaux, muore. Nella base di Checkmate fanno irruzione due superstiti, sono Sonny Sumo e Mister Miracle, sopravvissuti all'Anti-Vita, hanno viaggiato usando il Boomdotto generato dalla Scatola Madre di Mister Miracle. Sono venuti a portare la conoscenza salvifica degli dei. I loro circuiti non erano solo effigi, erano simboli con un potere, se riprodotti sul corpo fungono da protezione contro l'Equazione Anti-Vita. Ma questo basterà? Presto l'anima di Dan Turpin si arrende. Darkseid è risorto. Il dio del male cammina sulla terra. Dai cieli rossi inizia a piovere sangue.
Batman è ancora imprigionato nel Comando D. Qui è stato messo in stato comatoso dagli scienziati di Apokolips e collegato ad un parassita mentale. L'intento è quello di scavare nella mente del Cavaliere Oscuro e scoprirne i traumi, i ricordi e le motivazioni che lo rendono l'umano privo di poteri più potente del mondo. Una volta scovato queste esperienze verranno trasferite in dei cloni che, subendo lo stesso processo di crescita emotiva di Batman, diventeranno dei supersoldati perfetti al servizio di Darkseid. batman quindi vive una serie di esperienze oniriche che gli fanno attraversare sequenze di ricordi veri e fittizi. Ma ben presto la mente superiore del Cavaliere Oscuro, scopre l'intrusione del parassita mentale ed attua una controffensiva. Incredibilmente riesce ad utilizzare i suoi ricordi come un'arma, amplificando ogni contraddizione o oscurità del suo animo nella mente dei cloni. Questi impazziscono non riuscendo a gestire la mole emotiva ed iniziano ad uccidersi o impazzire. Il piano degli dei di Apokolips è fallito e Batman si libera dalla sua prigione, pronto ad affrontare ancora una volta il suo nemico.
Intanto su Oa si sta svolgendo il processo ai danni di Hal Jordan. Fortunatamente presto sopraggiungono le altre due Lanterne Verdi della terra, Guy Gardner e Kyle Rayner, che provano l'innocenza del loro amico e svelano come la Lanterna Alpha che ha compiuto l'arresto sia in realtà posseduta dalla dea di Apokolips Nonnina Cara. Questa è stata mandata da Darkseid ad impadronirsi della più grande fonte di energia dell'universo, il potere verde della volontà che alimenta gli anelli del potere, ma viene prontamente fermata dall'intero Corpo delle Lanterne Verdi. Tutti vengono informati dell'incredibile crisi in atto sulla terra, ma intervenire non sarà facile. La presenza di un dio come Darkseid nel mondo dei mortali sta sfaldando il tessuto stesso della realtà. La Terra sta precipitando in una singolarità distruttiva ed il tempo e lo spazio le si stanno accartocciando attorno. Una volta nelle prossimità dell'orbita le Lanterne Verdi riceveranno sempre più difficilmente il potere dalla Batteria Centrale di Oa e l'unico modo che avranno per raggiungere la Terra sarà lasciarsi precipitare nel maelstrom spaziotemporale e sperare di scamparvi. Prive di paura le Lanterne Verdi partono. Sulla Terra la situazione è disperata. Con il tempospazio che collassa Darkseid ha raggiunto il massimo del potere, tutte le persone contaminate dall'Anti-Vita fanno parte di lui, come un unico corpo e presto anche la realtà si piegherà al suo divino volere così egli sarà in grado di plasmare il Quinto Mondo a sua immagine e somiglianza e Libra è il suo folle profeta in Terra. Gli ultimi supereroi (e molti supercriminali) decidono di sferrare un ultimo disperato attacco al nemico. A Blüdhaven si radunano come un esercito per espugnare il Comand D e distruggere Darkseid ed i suoi dei oscuri prima che sia troppo tardi. Ma anche l'altro schieramento ha i suoi soldati, tutti i giustificatori e gli dei del male, guidati dal feroce e sanguinario Kalibak, figlio di Darkseid. La guerra comincia e non risparmia nessuno. intanto, il ragazzo che un tempo era il Monitor Nix Uotan, viene rinchiuso dai giustificatori insieme ad altre persone che, come lui, inspiegabilmente sembrano immuni all'Anti-Vita. Nella cella, in attesa della morte, incontra due figure, una coperta da stracci che non si rivela ed un uomo su una sedia a rotelle. Questi sembrano sapere molto sul ragazzo e lo spronano a ricordare finché lui non trova un nome nei recessi della sua memoria: Weeja Dell la sua amata durante la sua vita precedente. Allora l'uomo paraplegico, che si rivela essere il divino Metron reincarnato, dona al ragazzo poteri divini, gli ultimi poteri rimasti agli dei del bene, trasformandolo nel Giudice di tutti i mali.

### Superman Beyond
Avevamo lasciato Superman che veniva allontanato dal capezzale della sua amata Lois Lane morente da una Monitor sconosciuta, chiamata Zillo Valla, che intendeva affidargli una missione. A quanto pare una minaccia ancora più grande di Darkseid sta sconvolgento non solo la realtà, ma anche ciò che è oltre la realtà. Questo distruttore eterno sta devastando la membrana stessa che separa gli universi paralleli e se vi dovesse riuscire, il planetario dei mondi contenente tutte le realtà collasserebe e nulla esisterebbe più. Per questo Zillo Valla ha reclutato tutti i Supermen delle varie realtà, in quanto archetipi assoluti di eroi, e li ha imbarcati in una nave che può solcare il Bleed, il liquido interstiziale che separa gli universi, la sostanza fatta di puro pensiero (concetto già esplorato nel noto fumetto WildStorm, The Authority). Questo liquido è l'unica sostanza che può salvare Lois Lane e la Monitor ne promette una fiala a Superman in caso di successo. Sulla nave, Clark Kent incontra tutti i Supermen del multiverso, compreso Ultraman, una versione malvagia ed intimamente corrotta di sé stesso, proveniente dall'universo di antimateria. Essendo composti rispettivamente di materia ed anitmateria, Superman ed Ultraman non possono toccarsi o la loro struttura fisica si annichilirebbe. La nave di Zillo Valla li porta a scontrarsi con una nave da guerra senziente grande come una nazione. Questa nave viaggia da una realtà all'altra indebolendone la struttura. I Supermen riescono a distruggerla e a farla esplodere sulla Terra 51, un mondo privo di vita. Ciononostante quella macchina era solo l'avanguardia dell'eterno distruttore che gli eroi dovranno fronteggiare. Viaggiando la nave della Monitor, finisce apparentemente per errore in un mondo al di fuori dell'universo, il Limbo, patria di tutti i supereroi ed i personaggi che la gente ha dimenticato, un mondo dove nessuno è niente e nulla accade mai. Ciò nonostante gli abitanti di questo mondo scortano superman in un luogo dove si cela un libro, un libro contenente ogni storia mai esistita, composto di infinite pagine coesistenti tutte nel medesimo spazio. Solo una mente come quella di Superman può gestire una mole simile di dati e qui, l'eroe, trova la risposta alla più suprema delle domande: la storia dietro l'origine del tutto. «In origine c'era solo il Monitor. Poi nel cuore della perfezione del Monitor viene trovata un'imperfezione.» quest'imperfezione è la realtà. Il Monitor supremo, mente assoluta ed onnipresente privo di dubbi e di anomalie, creò un concetto per contenere questa imperfezione, ovvero il planetario, ma quando egli cercò di studiare ed approfondire la realtà scoprì che essa conteneva vita, storie, anime e soprattutto contraddizioni. Allora il monitor lanciò nella realtà una sonda e con essa scoprì gli esseri viventi. Eroi, mostri, vite, morti, amori ed odi, tutto un ribollire di impurità che il Monitor non sapeva come spiegare. Il Monitor supremo, spaventato e contaminato dal vivido potere delle storie, sigillò tutto questo nel Planetario del Mondi e mise a guardia di esso un guardiano fatto di puro pensiero: il Pensierobot. Nei millenni successivi, il supremo si scisse in parti imperfette che avevano il compito di vegliare sul Planetario. Intere generazioni di Monitor imperfetti, discendenti del supremo originale, capirono che il Pensierobot era un'arma, un'arma che si sarebbe attivata al sopraggiungere del male supremo, all'arrivo del supremo divoratore di tutte le storie, un iper-dio dell'orrore nato dal contatto tra il divino Monitor e l'imperfezione dell'universo. Colui il quale si nutre di tutte le storie: il suo nome è Mandrakk. Dax Novu, il primo discendente del supremo originale, il più valoroso fra i Monitor, affrontò Mandrakk e lo sigillò nell'Oltrevuoto, ma il supremo distruttore sapeva che un giorno sarebbe venuto per lui il momento di liberarsi.
Superman non riesce a finire la storia eterna. Le armate di Mandrakk stanno marciando sul Limbo per distruggere il manipolo di eroi messo insieme da Zillo Valla. Qui si rivela il perché della necessità di riunire Superman ed il suo diretto opposto, Ultraman. Anche se opposti essi sono le parti divise della stessa matrice suprema, il concetto stesso di eroe. Superman si fonde con il suo negativo ed il risultato è l'essenza stessa di Superman, il principio primo dell'esistenza dell'eroe formato dai suoi opposti (come la contraddizione che il Monitor supremo non sapeva gestire). Superman si risveglia dentro un corpo immenso fatto di puro pensiero. Si tratta del Pensierobot, il guardiano lasciato dal Monitor primario a difesa del Planetario. I Monitor scortano Superman al cancello dell'Oltrevuoto dove Mandrakk è rinchiuso. I Monitor lo temono perché egli ha fatto loro capire cosa sono in realtà: non guardiani del multiverso, ma parassiti che attaccati al planetario che ne prosciugano l'energia e la vita. Tutti loro avevano deciso di ignorare questa verità per prosperare, tutti tranne uno: Nix Uotan, il Monitor esiliato sulla Terra. Colui che lo ha cacciato, il Monitor Ogama, è in segreto servo di Mandrakk e sacerdote della sua nuova ascesa, ma anche tutti i suoi simili, sono colpevoli di aver taciuto la verità sulla loro natura per continuare a prosperare. Il cancello si apre e Mandrakk si palesa. Mandrakk non è un essere fisico, è la personificazione dell'impurità cosmica, che a suo tempo si legò al corpo di Dax Novu e ne prese il corpo. Lo scontro tra l'essenza di Superman e Mandrakk è titantico. Uno scontro supremo e primigenio tra l'essenza stessa del concetto di eroe e l'anti-essenza per definizione. Con infiniti sforzi, Superman ricaccia nel nulla Mandrakk ed il suo sacerdote Ogama, abbandonando il corpo del Pensierobot e dividendosi da Ultraman. Superman torna sulla Terra e con il potere del Bleed guarisce Lois lane da ogni male. Mandrakk invece trova un nuovo ospite in Ogama ed un nuovo potentissimo soldato nello stesso Ultraman. La minaccia dell'impurità primigenia non è ancora cessata.

### Epilogo
Superman ritorna dal suo viaggio nel mondo dei Monitor (e da una sua avventura immediatamente successiva narrata in La Legione dei 3 Mondi) e si ritrova al quartier generale della Legione dei Supereroi nel XXXI secolo. Qui Brainiac 5 gli mostra un macchinario incredibile. Un artefatto che racchiude tutto il sapere ottenuto dalle creature più antiche dell'universo, un dispositivo che se collegato alla mente di un uomo potente potrà trasporre sulla realtà qualsiasi cosa egli pensi, riscrivendo persino il corso degli eventi: la Macchina dei Miracoli. Superman potrebbe usare la macchina per sconfiggere Darkseid, ma il suo tempo lo sta richiamando e lui sta sparendo, ma Brainiac 5 lo invita ad osservare molto bene la macchina, a studiarne ogni componente, perché essa giocherà un ruolo essenziale nella salvezza dell'universo. La guerra di Blüdhaven continua devastante e terribile e finalmente inizia a registrarsi qualche vittoria per gli eroi della Terra. Mary Marvel viene purificata dallo spirito di Desaad e Kalibak viene trucidato; ma il vantaggio non è destinato a durare: le furie di Apokolips guidate da Wonder Woman irrompono e riportano le sorti della guerra a favore di darkseid. Anche il satellite di guardia della JLA viene attaccato dai giustificatori e Black Canary ed i suoi protetti sembrano avere ben poche possibilità di sopravvivere. Il mondo sta perdendo la sua forma. Tutto si modella secondo la volontà di Darkseid, anche il tempo. Il sole non sorge da giorni e lo stesso concetto di giorno sembra non avere più significato. Ma il riscatto della Terra comincia; Lex Luthor si allea con il Dottor Sivana contro Libra. I due lo attaccano, ma Libra si limita a sparire dissolvendosi nel nulla (il più classico dei «sentiremo ancora parlare di lui» commenta sarcastico Sivana) ed i Flash (Barry Allen e Wally West) si preparano a mettere in pratica un pericolosissimo piano contro Darkseid. Anche Checkmate sta ordendo qualcosa, ed uno dei suoi direttori, Amanda Waller, contatta The Question (Renee Montoya) per essere la portavoce della terra in un'ultima e disperata missione alla ricerca di salvezza: dovrà viaggiare con una macchina incredibilmente avanzata attraverso le Terre parallele per trovarne una abbastanza in equilibrio e pace da far sì che l'umanità sopravvissuta a Darkseid vi si possa insediare in caso gli eroi della Terra dovessero fallire e anche per radunare quanti più eroi possibili dal multiverso e portarli sul pianeta per combattere il male. E poi, nel Commando D, al cospetto del trono del rinato Darkseid, compare il più grande eroe del pianeta Terra: Batman. Questi ha sconfitto un dio usando la sua mente ed ora lo sconfiggerà anche nel corpo. Il proiettile temporale avvelenato dal Radion (l'unica sostanza letale per gli dei) che Darkseid usò contro Orion e che Batman studiò, è ancora nella cintura del Cavaliere Oscuro. «Ho fatto un giuramento solenne riguardo alle armi da fuoco» dice Batman al dio oscuro, «Ma per te farò un'eccezione.». E spara. Il corpo di Darkseid viene mortalmente contaminato ma il dio fa in tempo a scagliare il suo attacco più letale, la Sanzione Omega, sul Cavaliere Oscuro, che muore colpito dagli ineluttabili raggi. Come se avesse avvertito l'accaduto, i cieli rossi si squarciano, e Superman piove sulla terra ruggendo ed eruttando fuoco dagli occhi in preda alla furia. Con tutte le sue forze scardina l'ingresso del Commando D, ma tutto ciò che riesce a portarne fuori è il cadavere di Batman ridotto a uno scheletro fumante dalla Sanzione Omega di Darkseid.
Il finale della storia viene narrato in maniera assolutamente non lineare, questo perché ormai la presenza di Darkseid sulla Terra ha fatto collassare a tal punto la struttura della realtà su cui poggiava che anche il tempo, oltre che lo spazio, stanno venendo distrutti. Procedendo in ordine cronologico. Superman si trova al cospetto del dio di Apokolips e con orrore si rende conto che il suo corpo ospite è il suo vecchio alleato Dan Turpin. Superman è furioso per l'omicidio del suo amico di una vita, Batman, ma Darkseid ha ormai già vinto. Anche se l'avvelenamento causato dal proiettile sparatogli da Batman lo sta distruggendo il suo animo è penetrato nella realtà a tal punto che la sua sconfitta non cambierebbe nulla. Ormai tutto è parte di lui e tutto si distruggerà comunque per poi rinascere in un universo a sua immagine e somiglianza. Superman è circondato da milioni di esseri umani che non sono più semplicemente posseduti da Darkseid, sono Darkseid, estensioni viventi del suo corpo, tutti in grado di lanciare la Sentenza Omega su Superman e pronti a farlo. Ma il piano finale dei Flash è entrato in azione. Essi sono rientrati nel flusso della Forza della velocità che è lo stesso flusso nel quale si muove il Nero Corridore, ossia la morte (che come detto da Barry Allen non può andare più veloce della luce) ed hanno intercettato il mietitore per farsi rincorrere da lui. In una corsa disperata, i Flash devono correre più veloci della morte stessa, ma in realtà la stanno indirizzando, verso Darkseid! Passando attraverso le milioni di persone fuse con il dio del male, esse scagliano contro i fulminei corridori la Sanzione Omega. Ma vibrando con una frequenza particolare, essi fanno in modo di passare attraverso il corpo di Darkseid facendolo così colpire da milioni di raggi Omega e facendolo raggiungere dal Nero Corridore che così miete la sua anima. Il corpo di Turpin è libero, ma la sua mente è distrutta. Ma l'anima del dio risiede ancora nelle anime dei milioni contaminati dall'Anti-Vita e nelle sue furie. Wonder Woman poteva facilmente sottrarre i poteri a Superman con Morticoccus, il dio batterio creato per togliere i poteri agli eroi con cui era stata infettata da Mary Marvel, ma esso non aveva effetto sui supercriminali che erano stati vaccinati da Libra in quanto parte dell'esercito di Darkseid (e neanche su Frankenstein in quanto morto vivente). Così le furie vengono sconfitte e Wonder Woman liberata dalla possessione. Con il suo Lazo di Zeus essa purifica chi gli sta intorno dall'influenza di Darkseid, mentre il resto del mondo viene purificato dal supereroe Raggio che con il suo potere di creare luce, imprime il simbolo di Metron che annulla l'Anti-Vita su tutta la Terra. Darkseid è sconfitto, ma come da lui preannunciato questo non salverà la realtà dalla distruzione. Nei giorni seguenti (anche se è difficile parlare di giorni visto che il tempo si sta frantumando) eroi e supercriminali si riuniscono per salvare l'universo. Seguendo i ricordi di superman, le più grandi menti dell'universo lavorano senza sosta per ricostruire la Macchina dei Miracoli mostrata a Superman da Brainiac 5. Ormai tempo e spazio non esistono quasi più. L'unico luogo della Terra che non sia parte di Darkseid è la Torre di Guardia della JLA. Per salvarli, gli esseri umani sono (tutti!) stati messi in animazione sospesa e ridotti a dimensioni minuscole con la tecnologia di Ray Palmer alias Atomo. Lois Lane scrive l'ultimo numero del Daily Planet nel quale trascrive la storia della Crisi Finale. Il giornale, assieme ad altri ricordi, viene inserito in uno shuttle e spedito nello spaziotempo sperando che qualcuno lo riceva ed il ricordo non vada perduto: un messaggio in una bottiglia cosmico. Tutto sta andando a pezzi, ma la Macchina dei Miracoli è pronta. Ora rimane solo Superman. Lo spirito di Darkseid si palesa, ma ormai l'eroe ha acquisito una conoscenza superiore delle cose. Con la voce canta una poderosa nota. Darkseid, anche se è un dio, è una vibrazione come tutto ciò che vive, quindi per ucciderlo c'è bisogno solo di una vibrazione opposta che lo frantumi. Darkseid è morto.
Nulla esiste più, solo un piccolo frammento di spaziotempo. Superman trae dalla sedia di Moebius (il veicolo su cui Metron solcava il Multiverso), l'elemento X, ovvero il fuoco degli dei, l'energia alla base del potere degli dei, e lo inserisce nella macchina. Ma un'ultima minaccia lo raggiunge. Mandrakk reincarnatosi in Ogama, assieme al suo galoppino Ultraman si palesa all'eroe. Egli ha approfittato della frattura nel continuum creata da Darkseid per insinuarsi nell'universo. Quale banchetto più ghiotto per un dio divoratore di storie della fine di tutte le storie? Fuori della terra, il Corpo delle Lanterne Verdi è riuscito a raggiungere ciò che resta del pianeta, trovandolo assediato dalle navi da guerra di Mandrakk. Accanto a Superman compare l'ex Monitor, Nix Uotan, ora depositario del potere degli ultimi dei del bene. Onnipotente, esso richiama con uno schiocco di dita tutti i supereroi mai esistiti in ogni universo del multiverso. Un esercito infinito che, assieme alle Lanterne Verdi appena giunte, distruggono una volta e per sempre Mandrakk e Ultraman. Superman usa la macchina dei Miracoli desiderando l'unica cosa giusta da desiderare: non un annullamento totale di tutto ciò che di orribile è accaduto, ma semplicemente un lieto fine. Le Lanterne Verdi e tutti gli eroi richiamati da Nix Uotan combinano i loro poteri per trainare letteralmente la Terra fuori della singolarità distruttiva in cui l'ascesa di Darkseid l'aveva gettata. Tempo e spazio si riformano e l'umanità può cominciare a ricostruire. Anche il Planetario dei Mondi è tornato integro, salvando così il multiverso. Tuttavia il lieto fine desiderato da Superman ha una conseguenza: la fine dei Monitor. In quanto inconsapevoli parassiti distruttori del multiverso essi dovranno sparire, lasciando le vite umane a fare le loro scelte senza controllori cosmici che li sorveglino costantemente. Prima della fine, Nix Uotan dichiara il suo eterno amore alla sua amata Weeja Dell e sul loro abbraccio il nulla avvolge il loro mondo.
Il ragazzo umano nei panni del quale Uotan era stato esiliato si risveglia nel suo letto. L'umanità dei Monitor è stata salvata dal desiderio di Superman mediante la reincarnazione.
Nel lontano passato, Anthro muore di vecchiaia dopo aver portato il fuoco agli umani, ricordando il giorno in cui un dio lo visitò. Ma qualcuno al suo fianco ne copre le spoglie. Bruce Wayne, sempre nelle vesti di Batman, è vivo e nel passato comincia a disegnare il simbolo del pipistrello su un muro della caverna. Il fuoco e la leggenda degli eroi arderà per sempre.

## Formato
Il primo numero di Crisi finale fu messo in vendita il 28 maggio 2008. Crisi finale fu suddiviso in sette numeri in un formato più grande del normale pubblicati in nove mesi a partire da maggio 2008.

### Tie-In
Molti auto conclusivi e serie limitate furono pubblicate come collegamenti a Crisi finale: tre serie furono pubblicate in parallelo alla storia principale, DC Universe: Last Will and Testament, fu programmato per riempire il vuoto tra Crisi finale n. 3 e n. 4.
Morrison, che scrisse una delle storie finali di Batman in Batman R.I.P., affermò, «Prima c'è R.I.P. e poi vedremo come finirà per Batman. I due fumetti menzionati divisi in due (Batman n. 682 e 683) attraversano tutta la carriera di Batman, in un enorme riassunto di tutto ciò che si ricollega a Crisi finale. E Crisi finale è dove si vede il destino finale di Batman».
- Batman n. 682 e 683
- DC Universe n. 0
- DC Universe: Last Will and Testament
- Final Crisis: Legion of 3 Worlds dal n. 1 al n. 5
- Final Crisis: Rage of the Red Lanterns (autoconclusivo)
- Final Crisis: Requiem (autoconclusivo)
- Final Crisis: Resist (autoconclusivo)
- Final Crisis: Revelations dal n. 1 al n. 5
- Final Crisis: Rogues' Revenge n. 1 e 3
- Final Crisis: Secret Files (autoconsclusivo)
- Final Crisis: Sketchbook (autoconclusivo)
- Final Crisis: Submit (autoconclusivo)
- Final Crisis: Superman Beyond n. 1 e 2
- Justice League of America (vol. 2) n. 21

#### Ordine di lettura
Morrison fornì un ordine di lettura per le serie principali ed i collegamenti da lui scritti:
1. Final Crisis dal n. 1 al n. 3;
2. Superman Beyond n. 1 e 2;
3. Submit;
4. Final Crisis n. 4 e 5;
5. Batman n. 682 e 683;
6. Final Crisis n. 6 e 7.

### Conseguenze
In una mossa Dan DiDio lo descrisse come "ispirazionalmente collegato a Crisi finale", all'inizio del 2009 i criminale avrebbero preso il controllo dei titoli dell'Universo DC e qualcuno sarebbe stato il protagonista di "Faces of Evil", una serie di autoconclusivi, tutti direzionati verso la domanda "Cosa succederà quando vincerà il male?".
Quattro serie limitate da sei numeri ognuno di Final Crisis Aftermath furono annunciati al New York Comic Con del 2009:
- Final Crisis Aftermath: Run! con protagonista la Fiamma Umana, scritto da Matt Sturges, ed illustrato da Freddie Williams;
- Final Crisis Aftermath: Dance con protagonista il Super Young Team, scritto da Joe Casey, ed illustrato da by Chris Cross;
- Final Crisis Aftermath: Escape con protagonista Nemesis, scritto da Ivan Brandon, ed illustrato da Marco Rudy;
- Final Crisis Aftermath: Ink con protagonista l'Uomo Tatuato, scritto da Eric Wallace, ed illustrato da Fabrizio Fiorentino;

The Flash: Rebirth fa riferimento al ritorno di Barry Allen in Crisi finale.
Battle for the Cowl (Battaglia per il Mantello) ha a che fare con le conseguenze dell'apparente morte di Batman e la selezione del suo successore nella figura di Dick Grayson.

## Raccolte in volume
La serie è stata raccolta in un unico volume:
- Crisi finale (comprende Crisi finale n. 6 e 7, "Final Crisis Superman Beyond 3D" n. 1 e 2, e "Final Crisis:Submit", 352 pagine, copertina rigida, giugno 2009, ISBN!-4012-2281-1).

La DC inizialmente aveva previsto che il volume contenesse solo i numeri 6 e 7 della serie originale di Crisi finale. Tuttavia, cambiarono i propri piani come annunciato al MegaCon del 2009 per includere anche le storie scritte da Morrison, Final Crisis Superman Beyond 3D n. 1 e 2 e Final Crisis: Submit.
In aggiunta, i principali collegamenti furono messi insieme come di seguente:
- Final Crisis Companion (contenente "Crisi finale n. 1 Director's Cut", "Final Crisis: Requiem", "Final Crisis: Resist", e "Final Crisis Secret), Files, 200 pagine, copertina standard, Titan, luglio 2009, ISBN 1-84856-315-9, DC, giugno 2009, ISBN 1-4012-2274-9;
- Final Crisis: Legion of Three Worlds (168 pagine, copertina rigida, agosto 2009, ISBN 1-4012-2324-9);
- Final Crisis: Revelations (168 pagine, copertina rigida, agosto 2009, ISBN 1-4012-2322-2);
- Final Crisis: Rogues' Revenge (144 pagine, copertina rigida, luglio 2009, ISBN 1-4012-2333-8);
- Green Lantern: Rage of the Red Lanterns (comprende "Final Crisis: Rage of the Red Lanterns" e Green Lantern dal n. 26 al n. 28 e dal n. 36 al n. 38, 176 pagine, copertina rigida, luglio 2009, ISBN 1-4012-2301-X);

Come anche le miniserie di Final Crisis Aftermath:
- Final Crisis Aftermath: Run (144 pagine, copertina standard, febbraio 2010, ISBN 1-4012-2606-X);
- Final Crisis Aftermath: Dance (144 pagine, copertina standard, febbraio 2010, ISBN 1-4012-2605-1);

## Vendite
Le vendite stimate per maggio 2008 misero Crisi finale n. 1 al secondo posto rispetto al secondo numero di Secret Invasion, con vendite stimate per 159 036 copie.